# 湯普森陡崖
湯普森陡崖是南極洲的陡崖，位於埃爾斯沃思地，屬於赫里蒂奇嶺中先驅高地的一部分，長15公里，美國地質調查局根據測量和該國海軍的空中照片繪入地圖。
79°27′S 83°30′W / 79.450°S 83.500°W